# 쓰핑시
쓰핑시(중국어: 四平, 병음: Sìpíng 사평시[*])는 중국 지린성에 위치한다. 면적은 14,323 평방킬로미터, 인구는 334만 명이다.

## 지리
쓰핑 시는 랴오닝성과 인접해있고, 북쪽은 장춘, 남쪽은 톄링과 접한다.

## 기후
동남부는 구릉 지대, 서북부는 쑹랴오 평원이 펼쳐지고, 냉대 반습윤 계절풍 기후에 속한다. 연 강수량 600mm이고, 연평균 기온은 7.3°C, 1월의 평균 기온은 -13.2°C, 7월의 평균 기온은 24°C이다.
| 쓰핑시 (1991년~2020년)의 기후 | 쓰핑시 (1991년~2020년)의 기후 | 쓰핑시 (1991년~2020년)의 기후 | 쓰핑시 (1991년~2020년)의 기후 | 쓰핑시 (1991년~2020년)의 기후 | 쓰핑시 (1991년~2020년)의 기후 | 쓰핑시 (1991년~2020년)의 기후 | 쓰핑시 (1991년~2020년)의 기후 | 쓰핑시 (1991년~2020년)의 기후 | 쓰핑시 (1991년~2020년)의 기후 | 쓰핑시 (1991년~2020년)의 기후 | 쓰핑시 (1991년~2020년)의 기후 | 쓰핑시 (1991년~2020년)의 기후 | 쓰핑시 (1991년~2020년)의 기후 |
| 월                            | 1월                           | 2월                           | 3월                           | 4월                           | 5월                           | 6월                           | 7월                           | 8월                           | 9월                           | 10월                          | 11월                          | 12월                          | 연간                          |
| ----------------------------- | ----------------------------- | ----------------------------- | ----------------------------- | ----------------------------- | ----------------------------- | ----------------------------- | ----------------------------- | ----------------------------- | ----------------------------- | ----------------------------- | ----------------------------- | ----------------------------- | ----------------------------- |
| 역대 최고 기온 °C (°F)        | 5.5 (41.9)                    | 16.1 (61.0)                   | 21.2 (70.2)                   | 29.6 (85.3)                   | 33.8 (92.8)                   | 37.3 (99.1)                   | 35.5 (95.9)                   | 36.1 (97.0)                   | 33.3 (91.9)                   | 28.1 (82.6)                   | 20.6 (69.1)                   | 12.2 (54.0)                   | 37.3 (99.1)                   |
| 일평균 최고 기온 °C (°F)      | −7.6 (18.3)                   | −2.3 (27.9)                   | 5.3 (41.5)                    | 15.6 (60.1)                   | 22.7 (72.9)                   | 27.1 (80.8)                   | 28.4 (83.1)                   | 27.6 (81.7)                   | 23.2 (73.8)                   | 14.7 (58.5)                   | 3.5 (38.3)                    | −5.3 (22.5)                   | 12.7 (55.0)                   |
| 일일 평균 기온 °C (°F)        | −13.2 (8.2)                   | −8.0 (17.6)                   | −0.1 (31.8)                   | 9.7 (49.5)                    | 16.9 (62.4)                   | 21.8 (71.2)                   | 24.0 (75.2)                   | 22.8 (73.0)                   | 17.0 (62.6)                   | 8.6 (47.5)                    | −1.5 (29.3)                   | −10.4 (13.3)                  | 7.3 (45.1)                    |
| 일평균 최저 기온 °C (°F)      | −17.8 (0.0)                   | −13.2 (8.2)                   | −5.3 (22.5)                   | 3.7 (38.7)                    | 11.1 (52.0)                   | 16.7 (62.1)                   | 19.9 (67.8)                   | 18.4 (65.1)                   | 11.2 (52.2)                   | 3.1 (37.6)                    | −6.0 (21.2)                   | −14.8 (5.4)                   | 2.3 (36.1)                    |
| 역대 최저 기온 °C (°F)        | −32.3 (−26.1)                 | −29.3 (−20.7)                 | −19.8 (−3.6)                  | −9.5 (14.9)                   | −1.3 (29.7)                   | 5.0 (41.0)                    | 11.5 (52.7)                   | 5.2 (41.4)                    | −1.9 (28.6)                   | −13.2 (8.2)                   | −21.8 (−7.2)                  | −30.0 (−22.0)                 | −32.3 (−26.1)                 |
| 평균 강수량 mm (인치)         | 5.2 (0.20)                    | 6.3 (0.25)                    | 14.1 (0.56)                   | 24.5 (0.96)                   | 58.9 (2.32)                   | 90.8 (3.57)                   | 140.1 (5.52)                  | 163.1 (6.42)                  | 47.7 (1.88)                   | 29.2 (1.15)                   | 17.8 (0.70)                   | 8.1 (0.32)                    | 605.8 (23.85)                 |
| 평균 강수일수 (≥ 0.1 mm)      | 4.6                           | 3.6                           | 4.9                           | 6.0                           | 9.9                           | 12.5                          | 13.1                          | 12.3                          | 7.6                           | 6.6                           | 5.5                           | 5.2                           | 91.8                          |
| 평균 강설일수                 | 6.1                           | 4.9                           | 5.2                           | 2.0                           | 0.1                           | 0                             | 0                             | 0                             | 0                             | 1.1                           | 4.9                           | 7.0                           | 31.3                          |
| 평균 상대 습도 (%)            | 66                            | 58                            | 52                            | 46                            | 51                            | 64                            | 77                            | 79                            | 69                            | 63                            | 63                            | 66                            | 63                            |
| 평균 월간 일조시간            | 197.8                         | 210.8                         | 244.8                         | 235.7                         | 253.3                         | 219.8                         | 193.0                         | 202.4                         | 234.3                         | 213.3                         | 176.3                         | 175.6                         | 2,557.1                       |
| 가능 일조율                   | 68                            | 70                            | 66                            | 58                            | 56                            | 48                            | 42                            | 47                            | 63                            | 63                            | 61                            | 63                            | 59                            |
| 출처: 중국기상국              |                               |                               |                               |                               |                               |                               |                               |                               |                               |                               |                               |                               |                               |

## 민족
한족이 90%를 차지하고 만주족, 몽골족, 조선족이 소수를 차지한다.
| 민족이름                 | 한족      | 만주족  | 조선족 | 몽골족 | 후이족 | 먀오족 | 시버족 | 동족  | 투자족 | 기타 민족 |
| ------------------------ | --------- | ------- | ------ | ------ | ------ | ------ | ------ | ----- | ------ | --------- |
| 인구 수                  | 1,632,366 | 150,146 | 12,222 | 10,828 | 6,742  | 366    | 264    | 246   | 231    | 1,322     |
| 인구비율(%)              | 89.95%    | 8.27%   | 0.67%  | 0.60%  | 0.37%  | 0.02%  | 0.01%  | 0.01% | 0.01%  | 0.07%     |
| 소수민족 인구 중 비율(%) | －        | 82.33%  | 6.70%  | 5.94%  | 3.70%  | 0.20%  | 0.14%  | 0.13% | 0.13%  | 0.72%     |

## 역사
청대에는 여진족의 한 부족인 예허（葉赫）부의 세력 근거지였다. 서태후는 에허부의 나라씨 출신이었다.
창춘으로부터 남쪽으로 연결되는 철도의 5번째 역이 설치된 것에서 오참(五站)으로 불렸다. 허다 선과 핑지 선, 쓰메이 선이 교차해 사방으로 뻗은 교통의 요충지인 것에서 역의 서쪽에 있던 취락이 쓰핑 가(四平街)로 불리게 되었고, 얼마 후 역명도 쓰핑자 역으로 개칭되었다. 만주국 시대인 1937년, 쓰핑자 시가 설치되었고 1941년 7월 1일, 쓰핑 성 설치와 동시에 쓰핑 시로 개칭되었다.
국공내전(1945~1949) 때 주요 격전지였다.

## 경제
공업은 기계, 에너지, 화학, 식품을 시작으로, 전자, 방직, 군수, 전력, 강철, 담배, 제지 등 40개가 넘는 산업이 입지한다. 주요 생산품으로는 콤바인, 트랙터, 선풍기, 텅스텐·몰리브덴 제품, 유리, 여송연 등을 들 수 있다.
적당한 기후와 비옥한 흑토가 농작물의 생장에 적절해 옥수수, 벼, 대두, 해바라기, 밀을 생산한다. 옥수수와 해바라기는 생산량과 수출량 모두 중국에서 1위를 차지한다. 시의 식량 총 생산량, 수출량도 중국에서 1위를 차지하고 총 생산량은 매년 50 kg가 넘는다.
포도, 산자시, 인삼, 사탕무우, 버섯, 약초의 재배가 번성하고 있다. 한방약 원료인 녹용도 채취된다.
목축업이 비교적 발달해, 돼지, 소, 양의 수가 증가하고 있다. 국가 중점소, 양고기의 생산 기지이다.
광산물 자원이 풍부하고 37종의 광물이 생산된다. 금속은 주로 철, 망간, 동, 아연, 금,은 등이고 그 중 은의 매장량은 중국내 1위, 세계 2위이다. 비금속은 주로 석회석, 규회석, 대리석, 벤토나이트 등이다. 석탄이 주요 지하자원이다.

## 출신 인물
- 리훙즈(궁주링 시): 법륜공 창시자

## 행정 구역

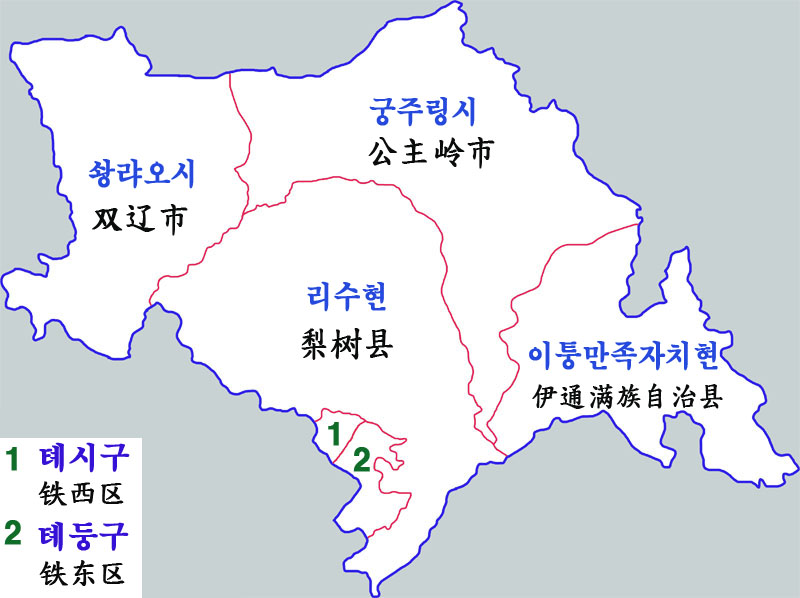
쓰핑 시 현급 행정구역도

쓰핑 시는 2개 시할구 ，1개 현급시 ，1개 현，1개 자치현으로 구성된다.
시할구
- 톄둥 구(铁东区)
- 톄시 구(铁西区)

현급시
- 솽랴오 시(双辽市)

현
- 리수 현(梨树县)

자치현
- 이퉁 만족 자치현(伊通满族自治县)